# Hyponerita rhodocraspis
Hyponerita rhodocraspis är en fjärilsart som beskrevs av George Francis Hampson 1909. Hyponerita rhodocraspis ingår i släktet Hyponerita och familjen björnspinnare. Inga underarter finns listade i Catalogue of Life.